# زيمولزا
زيمولزا (بالإنجليزية Zimolza) قرية في المنطقة الإدارية لـ(غمينا لوتوجين)، ضمن مقاطعة زورومين في محافظة مازوفيا، شرقي وسط بولندا. تقع على بعد 12 كيلومترا تقريبا (7 أميال) جنوب زورومين و115 كيلومترا (71 ميل) شمال غرب وارسو.